# Rooseveltovo jezero (Washington)
Rooseveltovo jezero (anglicky Franklin D. Roosevelt Lake nebo Lake Roosevelt) je vodní nádrž vzniklá v roce 1941 postavením přehrady Grand Coulee na řece Columbii. Své jméno nese po Franklinu D. Rooseveltovi, který byl v době vzniku prezidentem Spojených států amerických. Pokrývá 320 km², rozpíná se 150 mílí mezi kanadsko-americkou hranicí a přehradou Grand Coulee a její pobřeží měří celkem 600 mílí. Je to největší jezero a přehrada ve státě Washington a nachází se zde také národní rekreační oblast Lake Roosevelt. Přehrada leží v pěti okressech severovýchodního Washingtonu, sestupně podle rozlohy v okresu to jsou okresy Ferry, Stevens, Lincoln, Okanogan a Grant.